# Tommy Wright (1984)
Thomas Andrew "Tommy" Wright (Kirby Muxloe, 28 settembre 1984) è un allenatore di calcio ed ex calciatore inglese, di ruolo attaccante.

## Caratteristiche tecniche
Era un centravanti.

## Carriera

### Club
Conta 18 presenze nella prima divisione scozzese, distribuite in due stagioni, una presenza nella prima divisione inglese e 37 presenze nella seconda divisione inglese in complessive in tre stagioni.

### Nazionale
Con la nazionale Under-20 inglese ha preso parte al Mondiale Under-20 2003, disputando tre incontri.

## Palmarès

### Giocatore

#### Competizioni nazionali
- FA Trophy: 1

Darlington: 2010-2011

### Allenatore

#### Competizioni nazionali
- Southern Football League: 1

Corby Town: 2014-2015